# جيرار ليفرانك
جيرار ليفرانك (مواليد 7 مايو 1935) هو مبارز بالسيف فرنسي، مثّل بلاده في الألعاب الأولمبية الصيفية 1960.

## روابط رياضية
- جيرار ليفرانك على موقع اللجنة الأولمبية الدولية (الإنجليزية)
- جيرار ليفرانك على موقع أوليمبيديا (الإنجليزية)